# Smržice
Smržice (deutsch auch Smrschitz) ist eine Gemeinde in Tschechien. Mit ihren mehr als 540 Häusern ist es das größte Dorf des Bezirks Prostějov in Hanna. Sie liegt unter dem 288 m hohen Hügel Stráž in der Nähe der Bezirksstadt, mit der sie auch mit einem Radweg verbunden ist. Was die Landwirtschaft betrifft, befindet sich im Ort eine Firma mit seit mehreren Jahrzehnten dauernden Saatgutproduktion.

## Persönlichkeiten
- Jakub Kresa (1648–1715) – Mathematiker
- František Jakubec (1883–1969) – Politiker
- Vojtěch Ondrouch (1891–1963) – Geschichtsforscher, Numismatiker